# 厄尔明根
厄尔明根（法語：Oermingen，法語發音：[œʁmiŋ(ɡ)ən]；莱茵法兰克语：Ermínge）是法国下莱茵省的一个市镇，属于萨韦尔讷区。

## 地理
厄尔明根（48°59'57"N, 7°7'43"E）面积14.63 平方千米，位于法国大東部大區下莱茵省，该省份为法国大陆部分最东部的省份，是阿尔萨斯的一部分，今与上莱茵省组成了阿尔萨斯欧洲集体，其南至上莱茵省，西南接孚日省和默尔特-摩泽尔省，西接摩泽尔省，北与德国接壤。
与厄尔明根接壤的市镇（或旧市镇、城区）包括：卡劳森、代林根、埃比蔡姆、凯斯卡斯泰勒、沃埃莱尔丹让。

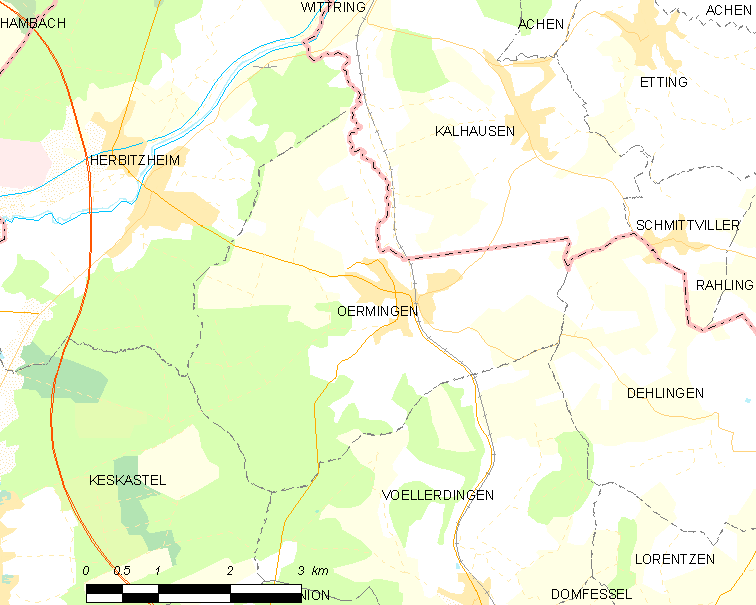
厄尔明根的OSM定位图

厄尔明根的时区为UTC+01:00、UTC+02:00（夏令时）。

## 行政
厄尔明根的邮政编码为67970，INSEE市镇编码为67355。

## 政治
厄尔明根所属的省级选区为英维莱尔县。

## 人口

1962-2008年间厄尔明根人口变化图示

厄尔明根于2022年1月1日时的人口数量为1098人。